# Tococa bolivarensis
Tococa bolivarensis är en tvåhjärtbladig växtart som beskrevs av Henry Allan Gleason. Tococa bolivarensis ingår i släktet Tococa och familjen Melastomataceae. Inga underarter finns listade i Catalogue of Life.